# Seal/Diskografie
Diese Diskografie ist eine Übersicht über die musikalischen Werke des britischen Soul- und Pop-Sängers Seal. Den Quellenangaben und Schallplattenauszeichnungen zufolge hat er bisher mehr als 20,2 Millionen Tonträger verkauft, davon alleine in seiner Heimat über 4,5 Millionen. Seine erfolgreichste Veröffentlichung ist das Album Seal II mit über 6,1 Millionen verkauften Einheiten. 

## Alben

### Studioalben
| Jahr | Titel Musiklabel                                   | Höchstplatzierung, Gesamtwochen, AuszeichnungChartplatzierungen (Jahr, Titel, Musiklabel, Platzierungen, Wochen, Auszeichnungen, Anmerkungen) | Höchstplatzierung, Gesamtwochen, AuszeichnungChartplatzierungen (Jahr, Titel, Musiklabel, Platzierungen, Wochen, Auszeichnungen, Anmerkungen) | Höchstplatzierung, Gesamtwochen, AuszeichnungChartplatzierungen (Jahr, Titel, Musiklabel, Platzierungen, Wochen, Auszeichnungen, Anmerkungen) | Höchstplatzierung, Gesamtwochen, AuszeichnungChartplatzierungen (Jahr, Titel, Musiklabel, Platzierungen, Wochen, Auszeichnungen, Anmerkungen) | Höchstplatzierung, Gesamtwochen, AuszeichnungChartplatzierungen (Jahr, Titel, Musiklabel, Platzierungen, Wochen, Auszeichnungen, Anmerkungen) | Anmerkungen                                                   |
| Jahr | Titel Musiklabel                                   | DE | AT | CH | UK | US | Anmerkungen                                                   |
| ---- | -------------------------------------------------- | --- | --- | --- | --- | --- | ------------------------------------------------------------- |
| 1991 | Seal a Rhino Records / Warner Music                | DE7 Gold · (25 Wo.)DE | AT2 Gold · (15 Wo.)AT | CH2 Platin · (21 Wo.)CH | UK1 ×2Doppelplatin · (139 Wo.)UK | US24 Platin · (63 Wo.)US | Erstveröffentlichung: Mai 1991 Verkäufe: + 2.705.000          |
| 1994 | Seal b Warner Music                                | DE25 Gold · (38 Wo.)DE | AT8 (12 Wo.)AT | CH15 (17 Wo.)CH | UK1 ×2Doppelplatin · (18 Wo.)UK | US15 ×5Fünffachplatin · (118 Wo.)US | Erstveröffentlichung: 23. Mai 1994 Verkäufe: + 6.130.000      |
| 1998 | Human Being Warner Music                           | DE24 (12 Wo.)DE | AT21 (14 Wo.)AT | CH18 (9 Wo.)CH | UK44 Silber · (3 Wo.)UK | US22 Gold · (13 Wo.)US | Erstveröffentlichung: 16. November 1998 Verkäufe: + 567.500   |
| 2003 | Seal IV Warner Music                               | DE2 ×2Doppelplatin · (47 Wo.)DE | AT7 Platin · (32 Wo.)AT | CH1 Platin · (49 Wo.)CH | UK4 Gold · (10 Wo.)UK | US3 Gold · (42 Wo.)US | Erstveröffentlichung: 9. Dezember 2003 Verkäufe: + 1.770.000  |
| 2007 | System Warner Music                                | DE13 Gold · (23 Wo.)DE | AT5 (14 Wo.)AT | CH3 Gold · (19 Wo.)CH | UK37 (3 Wo.)UK | US35 (10 Wo.)US | Erstveröffentlichung: 12. November 2007 Verkäufe: + 190.000   |
| 2008 | Soul Warner Music                                  | DE15 Gold · (24 Wo.)DE | AT8 Gold · (23 Wo.)AT | CH4 Platin · (41 Wo.)CH | UK12 Platin · (23 Wo.)UK | US13 (42 Wo.)US | Erstveröffentlichung: 10. November 2008 Verkäufe: + 2.115.000 |
| 2010 | Seal VI: Commitment Reprise Records / Warner Music | DE46 (4 Wo.)DE | AT48 (2 Wo.)AT | CH8 (13 Wo.)CH | UK11 Silber · (5 Wo.)UK | US31 (6 Wo.)US | Erstveröffentlichung: 20. September 2010 Verkäufe: + 200.000  |
| 2011 | Soul 2 Reprise Records                             | — | — | CH38 (5 Wo.)CH | UK17 Gold · (13 Wo.)UK | US8 (7 Wo.)US | Erstveröffentlichung: 4. November 2011 Verkäufe: + 215.000    |
| 2015 | 7 Warner Music                                     | — | — | CH9 (6 Wo.)CH | UK13 (7 Wo.)UK | US45 (1 Wo.)US | Erstveröffentlichung: 6. November 2015 Verkäufe: + 51.000     |
| 2017 | Standards Decca Records / Universal Music          | DE70 (1 Wo.)DE | AT36 (1 Wo.)AT | CH32 (2 Wo.)CH | UK17 (8 Wo.)UK | — | Erstveröffentlichung: 10. November 2017                       |

### Livealben
| Jahr | Titel                 | Höchstplatzierung, Gesamtwochen, AuszeichnungChartplatzierungen (Jahr, Titel, Platzierungen, Wochen, Auszeichnungen, Anmerkungen) | Höchstplatzierung, Gesamtwochen, AuszeichnungChartplatzierungen (Jahr, Titel, Platzierungen, Wochen, Auszeichnungen, Anmerkungen) | Höchstplatzierung, Gesamtwochen, AuszeichnungChartplatzierungen (Jahr, Titel, Platzierungen, Wochen, Auszeichnungen, Anmerkungen) | Höchstplatzierung, Gesamtwochen, AuszeichnungChartplatzierungen (Jahr, Titel, Platzierungen, Wochen, Auszeichnungen, Anmerkungen) | Höchstplatzierung, Gesamtwochen, AuszeichnungChartplatzierungen (Jahr, Titel, Platzierungen, Wochen, Auszeichnungen, Anmerkungen) | Anmerkungen                                       |
| Jahr | Titel                 | DE | AT | CH | UK | US | Anmerkungen                                       |
| ---- | --------------------- | --- | --- | --- | --- | --- | ------------------------------------------------- |
| 2005 | Live in Paris         | — | AT36 (4 Wo.)AT | CH35 Platin · (7 Wo.)CH | — | — | Erstveröffentlichung: Mai 2005 Verkäufe: + 40.000 |
| 2006 | One Night to Remember | DE88 (1 Wo.)DE | — | — | — | — | Erstveröffentlichung: 27. März 2006               |
| 2009 | Soul: Live            | — | — | — | — | — | Erstveröffentlichung: 2009                        |

### Kompilationen
| Jahr | Titel          | Höchstplatzierung, Gesamtwochen, AuszeichnungChartplatzierungen (Jahr, Titel, Platzierungen, Wochen, Auszeichnungen, Anmerkungen) | Höchstplatzierung, Gesamtwochen, AuszeichnungChartplatzierungen (Jahr, Titel, Platzierungen, Wochen, Auszeichnungen, Anmerkungen) | Höchstplatzierung, Gesamtwochen, AuszeichnungChartplatzierungen (Jahr, Titel, Platzierungen, Wochen, Auszeichnungen, Anmerkungen) | Höchstplatzierung, Gesamtwochen, AuszeichnungChartplatzierungen (Jahr, Titel, Platzierungen, Wochen, Auszeichnungen, Anmerkungen) | Höchstplatzierung, Gesamtwochen, AuszeichnungChartplatzierungen (Jahr, Titel, Platzierungen, Wochen, Auszeichnungen, Anmerkungen) | Anmerkungen                                                  |
| Jahr | Titel          | DE | AT | CH | UK | US | Anmerkungen                                                  |
| ---- | -------------- | --- | --- | --- | --- | --- | ------------------------------------------------------------ |
| 2004 | Best 1991–2004 | DE3 ×2Doppelplatin · (30 Wo.)DE                                                                                                   | AT4 Gold · (20 Wo.)AT | CH3 Platin · (26 Wo.)CH | UK27 Gold · (7 Wo.)UK | US47 (16 Wo.)US | Erstveröffentlichung: 8. November 2004 Verkäufe: + 1.092.500 |
| 2009 | Hits           | — | — | CH25 (11 Wo.)CH | UK37 Gold · (6 Wo.)UK | — | Erstveröffentlichung: 30. November 2009 Verkäufe: + 267.500  |

## Singles

### Als Leadmusiker
| Jahr | Titel Album                                        | Höchstplatzierung, Gesamtwochen, AuszeichnungChartplatzierungen (Jahr, Titel, Album, Platzierungen, Wochen, Auszeichnungen, Anmerkungen) | Höchstplatzierung, Gesamtwochen, AuszeichnungChartplatzierungen (Jahr, Titel, Album, Platzierungen, Wochen, Auszeichnungen, Anmerkungen) | Höchstplatzierung, Gesamtwochen, AuszeichnungChartplatzierungen (Jahr, Titel, Album, Platzierungen, Wochen, Auszeichnungen, Anmerkungen) | Höchstplatzierung, Gesamtwochen, AuszeichnungChartplatzierungen (Jahr, Titel, Album, Platzierungen, Wochen, Auszeichnungen, Anmerkungen) | Höchstplatzierung, Gesamtwochen, AuszeichnungChartplatzierungen (Jahr, Titel, Album, Platzierungen, Wochen, Auszeichnungen, Anmerkungen) | Anmerkungen                                                 |
| Jahr | Titel Album                                        | DE | AT | CH | UK | US | Anmerkungen                                                 |
| ---- | -------------------------------------------------- | --- | --- | --- | --- | --- | ----------------------------------------------------------- |
| 1990 | Crazy Seal                                         | DE2 (25 Wo.)DE | AT5 (18 Wo.)AT | CH1 (23 Wo.)CH | UK2 Gold · (15 Wo.)UK | US7 (19 Wo.)US | Erstveröffentlichung: 26. November 1990 Verkäufe: + 405.000 |
| 1991 | Future Love Paradise Seal                          | DE16 (17 Wo.)DE | AT15 (12 Wo.)AT | CH7 (15 Wo.)CH | UK12 (6 Wo.)UK | — | Erstveröffentlichung: April 1991                            |
| 1991 | The Beginning Seal                                 | DE39 (8 Wo.)DE | — | — | UK24 (6 Wo.)UK | — | Erstveröffentlichung: Juli 1991                             |
| 1991 | Killer Seal                                        | — | — | — | UK8 (8 Wo.)UK | US100 (2 Wo.)US | Erstveröffentlichung: November 1991                         |
| 1992 | Violet Seal                                        | — | — | — | UK39 (2 Wo.)UK | — | Erstveröffentlichung: Februar 1992                          |
| 1994 | Prayer for the Dying Seal II                       | DE62 (10 Wo.)DE | — | CH49 (2 Wo.)CH | UK14 (7 Wo.)UK | US21 (20 Wo.)US | Erstveröffentlichung: 25. April 1994                        |
| 1994 | Kiss from a Rose Seal II / Batman Forever (O.S.T.) | DE11 (25 Wo.)DE | AT3 (12 Wo.)AT | CH7 (16 Wo.)CH | UK4 ×2Doppelplatin · (26 Wo.)UK | US1 Gold (Physisch) + Gold (Digital) · (36 Wo.)US                                                                                        | Erstveröffentlichung: 18. Juli 1994 Verkäufe: + 2.585.000   |
| 1994 | Newborn Friend Seal II                             | — | — | — | UK45 (2 Wo.)UK | — | Erstveröffentlichung: 24. Oktober 1994                      |
| 1995 | Don’t Cry Seal II                                  | — | — | — | UK51 (2 Wo.)UK | US33 (20 Wo.)US | Erstveröffentlichung: 27. November 1995                     |
| 1996 | Fly Like an Eagle Space Jam (O.S.T.)               | DE61 (9 Wo.)DE | — | CH38 (10 Wo.)CH | UK13 (6 Wo.)UK | US10 (20 Wo.)US | Erstveröffentlichung: 21. November 1996                     |
| 1998 | Human Beings Human Being                           | DE96 (4 Wo.)DE | — | — | UK50 (2 Wo.)UK | — | Erstveröffentlichung: 16. November 1998                     |
| 1999 | Lost My Faith Human Being                          | — | — | — | — | — | Erstveröffentlichung: 1999                                  |
| 2001 | This Could Be Heaven –                             | — | — | — | — | — | Erstveröffentlichung: 16. Februar 2001                      |
| 2002 | Get It Together Seal IV                            | DE41 (8 Wo.)DE | AT38 (11 Wo.)AT | CH22 (10 Wo.)CH | UK25 (5 Wo.)UK | — | Erstveröffentlichung: 16. Dezember 2002                     |
| 2003 | Love’s Divine Seal IV                              | DE4 Gold · (23 Wo.)DE | AT11 (19 Wo.)AT | CH4 (33 Wo.)CH | UK68 (3 Wo.)UK | US79 (20 Wo.)US | Erstveröffentlichung: 8. Mai 2003 Verkäufe: + 275.000       |
| 2003 | Waiting for You Seal IV                            | — | — | — | — | US89 (8 Wo.)US | Erstveröffentlichung: 5. November 2003                      |
| 2004 | Walk On By Best 1991–2004                          | DE49 (9 Wo.)DE | AT57 (3 Wo.)AT | CH46 (8 Wo.)CH | — | — | Erstveröffentlichung: 8. November 2004                      |
| 2006 | A Father’s Way The Pursuit of Happyness O.S.T.     | — | — | — | — | — | Erstveröffentlichung: 19. Dezember 2006                     |
| 2007 | Amazing System                                     | DE9 Gold · (29 Wo.)DE | AT6 (28 Wo.)AT | CH4 (31 Wo.)CH | UK74 (1 Wo.)UK | — | Erstveröffentlichung: 2. November 2007 Verkäufe: + 150.000  |
| 2008 | The Right Life System                              | DE46 (5 Wo.)DE | — | — | — | — | Erstveröffentlichung: 18. März 2008                         |
| 2008 | A Change Is Gonna Come Soul                        | — | — | CH73 (3 Wo.)CH | — | — | Erstveröffentlichung: 10. November 2008                     |
| 2008 | It’s a Man’s Man’s Man’s World Soul                | — | — | CH57 (7 Wo.)CH | — | — | Erstveröffentlichung: 10. November 2008                     |
| 2008 | Stand by Me Soul                                   | — | — | CH86 (1 Wo.)CH | — | — | Erstveröffentlichung: 10. November 2008                     |
| 2009 | I Can’t Stand the Rain Soul                        | DE67 (3 Wo.)DE | — | — | — | — | Erstveröffentlichung: März 2009                             |
| 2010 | Secret Seal VI: Commitment                         | DE88 (1 Wo.)DE | — | — | UK82 (1 Wo.)UK | — | Erstveröffentlichung: 12. September 2010                    |
| 2015 | Every Time I’m with You / Do You Ever 7            | — | — | — | — | — | Erstveröffentlichung: 14. September 2015                    |
| 2015 | This Christmas –                                   | — | — | — | — | — | Erstveröffentlichung: 30. Oktober 2015                      |
| 2017 | Luck Be a Lady Standards                           | — | — | — | — | — | Erstveröffentlichung: 15. September 2017                    |

### Als Gastmusiker
| Jahr | Titel Album                              | Höchstplatzierung, Gesamtwochen, AuszeichnungChartplatzierungen (Jahr, Titel, Album, Platzierungen, Wochen, Auszeichnungen, Anmerkungen) | Höchstplatzierung, Gesamtwochen, AuszeichnungChartplatzierungen (Jahr, Titel, Album, Platzierungen, Wochen, Auszeichnungen, Anmerkungen) | Höchstplatzierung, Gesamtwochen, AuszeichnungChartplatzierungen (Jahr, Titel, Album, Platzierungen, Wochen, Auszeichnungen, Anmerkungen) | Höchstplatzierung, Gesamtwochen, AuszeichnungChartplatzierungen (Jahr, Titel, Album, Platzierungen, Wochen, Auszeichnungen, Anmerkungen) | Höchstplatzierung, Gesamtwochen, AuszeichnungChartplatzierungen (Jahr, Titel, Album, Platzierungen, Wochen, Auszeichnungen, Anmerkungen) | Anmerkungen                                                                           |
| Jahr | Titel Album                              | DE | AT | CH | UK | US | Anmerkungen                                                                           |
| ---- | ---------------------------------------- | --- | --- | --- | --- | --- | ------------------------------------------------------------------------------------- |
| 1990 | Killer Doctor Adamski’s Musical Pharmacy | DE2 (21 Wo.)DE | AT11 (14 Wo.)AT | CH15 (8 Wo.)CH | UK1 Gold · (18 Wo.)UK | — | Erstveröffentlichung: März 1990 Verkäufe: + 400.000; Adamski feat. Seal               |
| 1994 | How Do You Stop Turbulent Indigo         | — | — | — | UK100 (1 Wo.)UK | — | Erstveröffentlichung: Oktober 1994 Joni Mitchell feat. Seal                           |
| 2002 | My Vision Visions                        | — | — | — | UK6 (11 Wo.)UK | — | Erstveröffentlichung: September 2002 Jakatta feat. Seal                               |
| 2014 | Do They Know It’s Christmas? –           | DE2 Gold · (15 Wo.)DE | AT5 (9 Wo.)AT | CH5 (7 Wo.)CH | UK1 Platin · (6 Wo.)UK | US63 (1 Wo.)US | Erstveröffentlichung: 17. November 2014 Verkäufe: + 751.000; als Teil von Band Aid 30 |

## Boxsets
- 1995: Seal I/II (Verkäufe: + 50.000)
- 2010: The Platinum Collection

## Promoveröffentlichungen
| Jahr | Titel Album                               | Anmerkungen                            |
| ---- | ----------------------------------------- | -------------------------------------- |
| 1994 | I’m Alive Seal                            | Erstveröffentlichung: 1994             |
| 1995 | If I Could Seal                           | Erstveröffentlichung: 1995             |
| 1998 | Latest Craze Human Being                  | Erstveröffentlichung: 1998             |
| 2008 | It’s Alright Soul                         | Erstveröffentlichung: 2008             |
| 2008 | If You Don’t Know Me by Now Soul          | Erstveröffentlichung: 2008             |
| 2009 | I Am Your Man Hits                        | Erstveröffentlichung: 2. November 2009 |
| 2010 | Weight of My Mistakes Seal VI: Commitment | Erstveröffentlichung: November 2010    |
| 2011 | Let’s Stay Together Soul 2                | Erstveröffentlichung: 10. Oktober 2011 |
| 2012 | Wishing on a Star Soul 2                  | Erstveröffentlichung: 6. Februar 2012  |

## Sonderveröffentlichungen
Soundtrackbeiträge
| Jahr | Titel                | Soundtrack             |
| ---- | -------------------- | ---------------------- |
| 1993 | Out of the Window    | Indecent Proposal      |
| 1995 | Bird of Freedom      | Clockers               |
| 1995 | Kiss from a Rose     | Batman Forever         |
| 1996 | Hey Joe              | Set It Off             |
| 1997 | Fly Like an Eagle    | Space Jam              |
| 2001 | This Could Be Heaven | The Family Man         |
| 2003 | Touch                | A Man Apart            |
| 2004 | Lips Like Sugar      | 50 erste Dates         |
| 2006 | A Father’s Way       | Das Streben nach Glück |

## Statistik

### Chartauswertung
|                     | DE     | AT     | CH     | UK     | US     |
| ------------------- | ------ | ------ | ------ | ------ | ------ |
| Nummer-eins-Alben   | DE—DE  | AT—AT  | CH1CH  | UK2UK  | US—US  |
| Top-10-Alben        | DE3DE  | AT6AT  | CH7CH  | UK3UK  | US2US  |
| Alben in den Charts | DE10DE | AT10AT | CH13CH | UK12UK | US10US |

|                       | DE     | AT    | CH     | UK     | US    |
| --------------------- | ------ | ----- | ------ | ------ | ----- |
| Nummer-eins-Singles   | DE—DE  | AT—AT | CH1CH  | UK2UK  | US1US |
| Top-10-Singles        | DE5DE  | AT4AT | CH6CH  | UK6UK  | US3US |
| Singles in den Charts | DE16DE | AT9AT | CH14CH | UK18UK | US9US |

### Auszeichnungen für Musikverkäufe
| Land/RegionAuszeichnungen für Musikverkäufe (Land/Region, Auszeichnungen, Verkäufe, Quellen) | Silber     | Gold       | Platin       | Diamant  | Verkäufe    | Quellen                       |
| -------------------------------------------------------------------------------------------- | ---------- | ---------- | ------------ | -------- | ----------- | ----------------------------- |
| Australien (ARIA)                                                                            | —          | 5× Gold5   | 2× Platin2   | —        | 315.000     | aria.com.au                   |
| Belgien (BRMA)                                                                               | —          | 4× Gold4   | 2× Platin2   | —        | 140.000     | ultratop.be                   |
| Brasilien (PMB)                                                                              | —          | 3× Gold3   | —            | —        | 250.000     | pro-musicabr.org.br           |
| Dänemark (IFPI)                                                                              | —          | —          | Platin1      | —        | 90.000      | ifpi.dk                       |
| Deutschland (BVMI)                                                                           | —          | 7× Gold7   | 4× Platin4   | —        | 2.000.000   | musikindustrie.de             |
| Europa (IFPI)                                                                                | —          | —          | 5× Platin5   | —        | (5.000.000) | ifpi.org                      |
| Frankreich (SNEP)                                                                            | 2× Silber2 | 5× Gold5   | 6× Platin6   | Diamant1 | 2.425.000   | infodisc.fr snepmusique.com   |
| Italien (FIMI)                                                                               | —          | 2× Gold2   | —            | —        | 60.000      | fimi.it                       |
| Kanada (MC)                                                                                  | —          | Gold1      | 4× Platin4   | —        | 430.000     | musiccanada.com               |
| Neuseeland (RMNZ)                                                                            | —          | 4× Gold4   | 10× Platin10 | —        | 207.500     | aotearoamusiccharts.co.nz NZ2 |
| Niederlande (NVPI)                                                                           | —          | 2× Gold2   | —            | —        | 100.000     | nvpi.nl                       |
| Norwegen (IFPI)                                                                              | —          | 2× Gold2   | —            | —        | 25.000      | ifpi.no                       |
| Österreich (IFPI)                                                                            | —          | 3× Gold3   | Platin1      | —        | 80.000      | ifpi.at                       |
| Polen (ZPAV)                                                                                 | —          | Gold1      | —            | —        | 10.000      | olis.pl                       |
| Portugal (AFP)                                                                               | —          | 2× Gold2   | 6× Platin6   | —        | 230.000     | Einzelnachweise               |
| Schweden (IFPI)                                                                              | —          | 2× Gold2   | —            | —        | 50.000      | sverigetopplistan.se          |
| Schweiz (IFPI)                                                                               | —          | Gold1      | 5× Platin5   | —        | 215.000     | hitparade.ch                  |
| Spanien (Promusicae)                                                                         | —          | 3× Gold3   | —            | —        | 120.000     | elportaldemusica.es           |
| Ungarn (MAHASZ)                                                                              | —          | Gold1      | —            | —        | 1.000       | slagerlistak.hu               |
| Vereinigte Staaten (RIAA)                                                                    | —          | 4× Gold4   | 6× Platin6   | —        | 8.000.000   | riaa.com                      |
| Vereinigtes Königreich (BPI)                                                                 | 2× Silber2 | 7× Gold7   | 7× Platin7   | —        | 4.546.000   | bpi.co.uk                     |
| Insgesamt                                                                                    | 4× Silber4 | 59× Gold59 | 59× Platin59 | Diamant1 |             |                               |